# Оканоган (река)
Вижте пояснителната страница за други значения на Оканоган.
Оканоган (на английски: Okanogan River) е река в Югозападна Канада (провинция Британска Колумбия) и САЩ (щата Вашингтон).
Тя е десен приток на река Колумбия. С дължина от 314 км (заедно с езерото Оканоган) се нарежда на 115-о място сред реките на Канада. Дължината само на река Оканоган без езерото е 185 км, от които 67 км са в Канада, а останалите 118 км – в САЩ.
Реката изтича от южния ъгъл на езерото Оканоган при град Пентиктън, на 342 м н.в., след 6 км се влива в езерото Скаха и след още 12 км изтича от южния му край. След това протича последователно през още 2 езера – Васейкс и Осойус, и навлиза в САЩ, щат Вашингтон, окръг Оканоган. От там реката продължава южното си направление, при град Оровил приема отдясно най-големия си приток река Симилкамин, преминава покрай градовете Оумак, Оканоган, където служи за западна граница на индианския резерват Колвил и на 8 км източно от град Брюстър се влива от дясно в язовира Питерос на река Колумбия.
Площта на водосборния басейн на реката е 21 238 km2, като около половината от него е на канадска територия, а останалата част – на американска.
Основно подхранване – снежно-дъждовно. Среден многогодишен дебит в устието 86 m3/s, като максимумът е през май-юни 1291 m3/s, а минимумът – през януари-февруари 8 m3/s.
По цялото протежение на реката на американска територия преминава междущатско шосе № 97, което продължава и на канадска територия под същия номер, но вече като провинциално шосе.

## Селища
Канада
По брега на езерото Оканоган:
Върнън (Vernon, 38 150 жители)
Келоуна (Kelowna, 117 312 ж.)
Уест Келоуна (West Kelowna, 30 892 ж.)
Пийчланд (Peachland, 5200 ж.)
Съмърланд (Summerland, 11 280 ж.)
Пентиктън (Penticton, 32 877 ж.)
Надолу по течението:
Оканоган Фолс (Okanagan Fals)
Оливър (Oliver, 4370 ж.)
Осойус (Osoyoos, 4845 ж.)
САЩ
Оровил (Oroville, 1686 ж.)
Тонаскет (Tonasket, 1032 ж.)
Оумак (Omak, 4845 ж.)
Оканоган (Okanogan, 2552 ж.)